# ルビエーラ
ルビエーラ（伊: Rubiera）は、イタリア共和国エミリア＝ロマーニャ州レッジョ・エミリア県にある、人口約15,000人の基礎自治体（コムーネ）。

## 地理

### 位置・広がり

#### 隣接コムーネ
隣接するコムーネは以下の通り。括弧内のMOはモデナ県所属を示す。
- カンポガッリアーノ (MO)
- カザルグランデ
- モーデナ (MO)
- レッジョ・エミーリア
- サン・マルティーノ・イン・リーオ

### 気候分類・地震分類
ルビエーラにおけるイタリアの気候分類 (it) および度日は、zona E, 2419 GGである。
また、イタリアの地震リスク階級 (it) では、zona 3 (sismicità bassa) に分類される。

## 行政

### 分離集落
ルビエーラには、以下の分離集落（フラツィオーネ）がある。
- Fontana, San Faustino, Sant'Agata

## 姉妹都市
- ノイリンゲン（ドイツ語版）Neulingen、ドイツ 1991年
- Győrújbarát、ハンガリー 2005年
- ビェロヴァル、クロアチア